# Pennisetum frutescens
Pennisetum frutescens är en gräsart som beskrevs av Georg Gustav Paul Leeke. Pennisetum frutescens ingår i släktet borstgräs, och familjen gräs. Inga underarter finns listade i Catalogue of Life.